# Ернст Шойрлен
Ернст Шойрлен (нім. Ernst Scheurlen; 5 грудня 1894, Страсбург — 8 квітня 1945, Вальсроде) — німецький офіцер, віце-адмірал крігсмаріне (1 серпня 1944). Кавалер Німецького хреста в золоті.

## Біографія
1 квітня 1912 року поступив на службу в кайзерліхмаріне. Учасник Першої світової війни, служив на броненосці берегової охорони «Одін» (1914-16) і важкому крейсері «Фон дер Танн» (1916-17), з 13 червня 1917 року — командир допоміжного мінного пароплава, з березня 1918 року служив у командуванні тральщиками.
Після демобілізації армії залишений на флоті, командир тендера, роти берегової охорони, інструктор училища берегової артилерії. З 26 вересня 1928 року — артилерійський офіцер легкого крейсера «Емден», з 8 січня 1930 року — 2-й артилерійський офіцер лінкора «Сілезія». З 24 вересня 1931 року — референт випробувального артилерійського командування. З 31 березня по 27 вересня 1933 року — 1-й артилерійський офіцер лінкора «Шлезвіг-Гольштейн». З 30 жовтня 1935 року — командир 3-го морського артилерійського дивізіону. З 3 листопада 1938 року — командир легкого крейсера «Кенігсберг».
З 27 червня 1939 по 28 лютого 1943 року — начальник училища берегової і зенітної артилерії, одночасно в серпні-жовтні 1940 року — командир транспортної флотилії «Е», яка мала брати участь в операції «Морський лев». З 15 липня по 7 грудня 1942 року — начальник робочого штабу «Крим», з 15 лютого по 15 травня 1943 року — «Керч». З 23 червня 1943 року — командир берегової охорони в Німецькій бухті. З 13 серпня 1944 року — адмірал-командувач на південному узбережжі Франції, з 6 вересня 1944 року — в Німецькій бухті. З 11 лютого 1945 року — командир 2-ї морської дивізії. Загинув у бою.

## Нагороди
- Залізний хрест
  - 2-го класу (29 червня 1916)
  - 1-го класу (27 вересня 1919)
- Орден Фрідріха (Вюртемберг), лицарський хрест 2-го класу з мечами
- Пам'ятна військова медаль (Угорщина) з мечами
- Медаль за участь у Європейській війні (1915—1918) з мечами (Третє Болгарське царство)
- Медаль «За вислугу років у Вермахті»
  - 4-го, 3-го і 2-го класу (18 років; 2 жовтня 1936) — отримав 3 нагороди одночасно.
  - 1-го класу (25 років; 1 квітня 1937)
- Почесний хрест ветерана війни з мечами (9 листопада 1936)
- Застібка до Залізного хреста
  - 2-го класу (23 жовтня 1940)
  - 1-го класу
- Хрест Воєнних заслуг
  - 2-го класу з мечами
  - 1-го класу з мечами (30 січня 1942)
- Нагрудний знак морської артилерії
- Кримський щит
- Орден Зірки Румунії, командорський хрест з мечами (15 червня 1943)
- Німецький хрест в золоті (29 вересня 1943)